# Keryn Pratt
Kerryn Pratt (20 giugno 1959) è un'ex tennista australiana.

## Carriera
In carriera ha raggiunto una finale di doppio, non disputata, al Kent Championships nel 1979. Nei tornei del Grande Slam ha ottenuto il suo miglior risultato agli Australian Open raggiungendo le semifinali di doppio nel 1979, in coppia con la connazionale Elizabeth Little.

## Statistiche

### Doppio

#### Finali perse (1)
| Numero | Anno           | Torneo                        | Superficie | Compagna         | Avversarie in finale   | Punteggio     |
| 1.     | 10 giugno 1979 | Kent Championships, Beckenham |            | Elizabeth Little | Jo Durie Debbie Jevans | non disputata |